# Copa Titano 2019-20
La Copa Titano 2019-20 fue la edición número 60 de la Copa Titano. La temporada comenzó el 26 de octubre de 2019 y terminó el 16 de junio de 2020. El nuevo formato de copa que comenzó en la temporada pasada se usó nuevamente en esta temporada.
Debido a la Pandemia de COVID-19, la temporada se dio por finalizada.

## Primera ronda
Los partidos de ida de la primera ronda se jugaron del 26 al 27 de octubre de 2019, y los partidos de vuelta se jugaron del 9 al 10 de noviembre de 2019. El sorteo de la primera ronda se realizó el 27 de agosto de 2019.
| Equipo 1       | Agr. | Equipo 2   | Ida | Vuelta |
| -------------- | ---- | ---------- | --- | ------ |
| Domagnano      | 2–1  | Fiorentino | 2–1 | 0–0    |
| Virtus         | 1–5  | Cailungo   | 1–2 | 0–3    |
| Murata         | 2–4  | Tre Penne  | 0–2 | 2–2    |
| Folgore        | 4–1  | Faetano    | 2–1 | 2–0    |
| Juvenes/Dogana | 2–3  | Libertas   | 2–1 | 0–2    |
| San Giovanni   | 1–5  | Cosmos     | 1–4 | 0–1    |
| Pennarossa     | 4–5  | La Fiorita | 2–3 | 2–2    |

## Cuartos de final
Los partidos de ida de los cuartos de final se jugaron del 26 al 27 de noviembre de 2019, y los partidos de vuelta se jugaron del 10 al 11 de diciembre de 2019.
| Equipo 1  | Agr. | Equipo 2   | Ida | Vuelta |
| --------- | ---- | ---------- | --- | ------ |
| Tre Fiori | 8–2  | Domagnano  | 4–1 | 4–1    |
| Cosmos    | 1–8  | La Fiorita | 1–3 | 0–5    |
| Folgore   | 4–2  | Libertas   | 2–1 | 2–1    |
| Cailungo  | 0–11 | Tre Penne  | 0–5 | 0–6    |

## Goleadores
Actualizado el 11 de diciembre de 2019.
| Pos. | Jugador           | Equipo           | Goles |
| ---- | ----------------- | ---------------- | ----- |
| 1    | Mirco Vassallo    | La Fiorita       | 4     |
|      | Nicola Gai        | Tre Penne        | 4     |
| 3    | Joel Apezteguía   | Tre Fiori        | 3     |
|      | Michael Angelini  | Tre Penne        | 3     |
|      | Raul Ura          | Cailungo         | 3     |
|      | Fabio Sottile     | Folgore/Falciano | 3     |
|      | Andrea Compagno   | Tre Fiori        | 3     |
|      | Mattia Stefanelli | Pennarossa       | 3     |